# Paraphylax ridens
Paraphylax ridens là một loài tò vò trong họ Ichneumonidae.